# Herbier universitaire de La Réunion

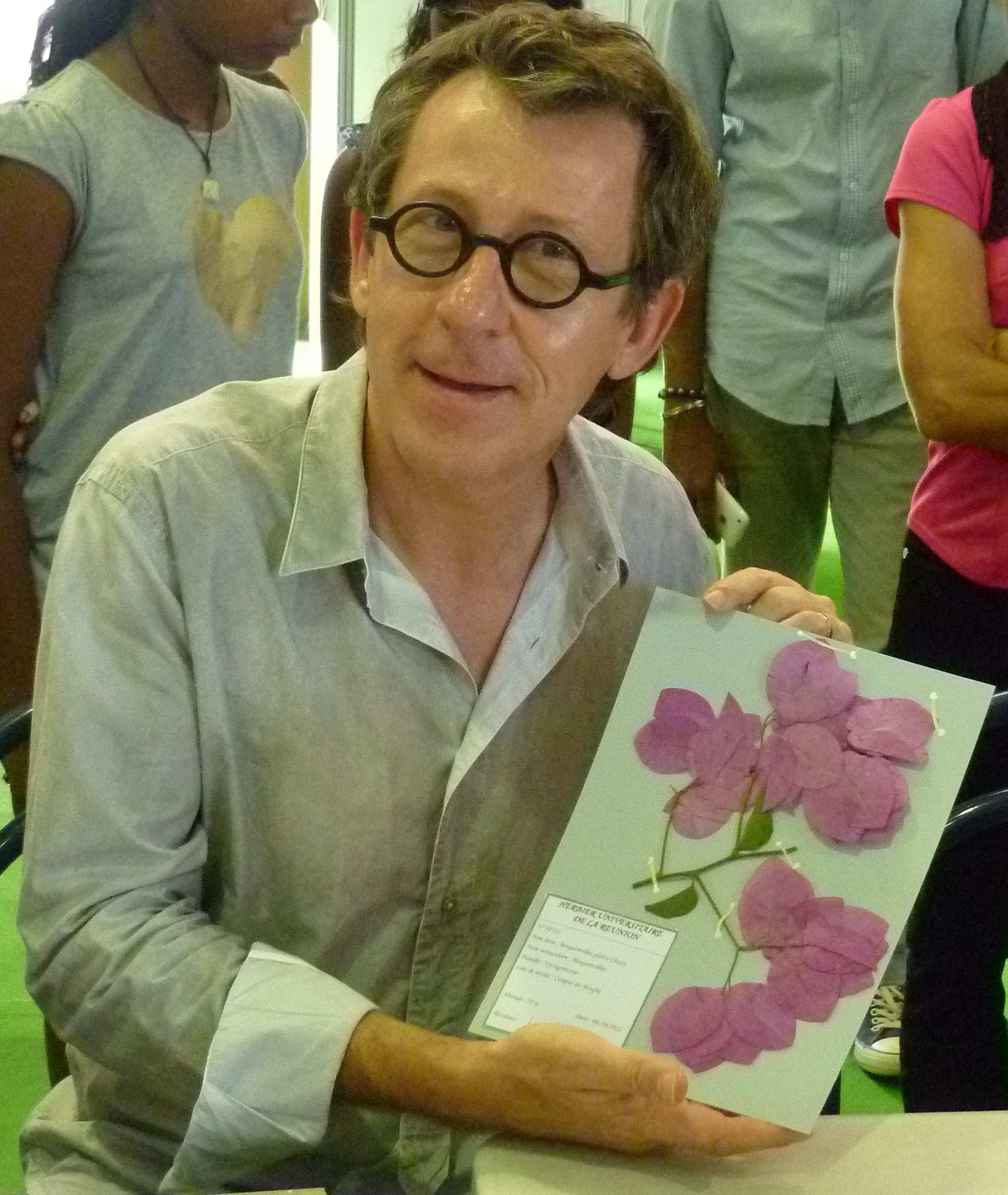
Jamy Gourmaud sur le stand de l'herbier universitaire de La Réunion à la Fête de la Science organisée à Saint-Denis en novembre 2012.

L'herbier universitaire de La Réunion est un herbier de l'île de La Réunion, département d'outre-mer français dans le sud-ouest de l'océan Indien. Propriété de l'université de La Réunion, il comprend des échantillons de la flore réunionnaise. Il a été constitué, pour l'essentiel, par le botaniste Thérésien Cadet, né en 1937 et mort en 1987.
L'Herbier universitaire de La Réunion renferme aujourd’hui plus de 20 000 spécimens de planches d’herbier, plus de 1000 spécimens humides et environ 500 échantillons en silicagel. Il couvre plus de 300 familles de plantes des différents embranchements (bryophytes, ptéridophytes et spermaphytes) et environ 3000 espèces. 
L’herbier universitaire de La Réunion est référencé au niveau international dans l'Index Herbariorum du New York Botanical Garden sous l’acronyme REU. A ce jour, plus de 10 000 planches d’herbier sont accessibles en ligne sur le site de l'herbier.